# Angus II MacDonald
Angus II Óg MacDonald (mort en 1490) (gaélique : Aonghas Óg) Seigneur des Îles autoproclamé de 1480 à 1490.

## Origine
Angus Óg MacDonald est le fils illégitime aîné et héritier de Jean II MacDonald 4e Seigneur des Îles et 11e comte de Ross.

## Prétendant
Jean II MacDonald doit accepter les conditions qui lui sont imposées par le roi Jacques III d'Écosse lors du parlement royal de juillet 1476, il renonce en faveur de la couronne à ses droits sur comte de Ross à l'exception de Skye et reçoit du roi comme fiefs Knapdale et Kintyre ainsi que le titre héréditaire de Sheriff d'Inverness et Nairin. Il cesse ainsi d'être un prince quasi indépendant pour devenir un vassal du royaume d'Écosse et un Lord du Parlement.
En 1480 son fils illégitime et héritier Angus MacDonald se révolte contre cet arrangement et usurpe l'autorité de son père qu'il chasse de sa résidence de Finlaggan sur Islay.
À la tête d'une armée de Highlanders il traverse le nord de l'Écosse afin de reconquérir le comté de Ross et s'empare d'Inverness où il s'autoproclame Seigneur des Îles. Cette expédition aurait été réalisée selon la tradition pour venger l'honneur de sa cousine Margaret MacDonald, répudiée par son époux Kenneth MacKenzie parce que devenue borgne, à la suite d'une rixe entre ce dernier et son frère Alexandre MacDonald de Lochalsh.
John MacDonald demeure soutenu par ses vassaux Hector Maclean de Duart et Lochbuie, Ewen Maclean d'Ardgour et le clan MacLeod d'Harris, Dunvegan et Lewis ainsi que le clan MacNeil de Sleat pendant que son fils obtient l'appui du Clan Ranald et des MacDonald de Sleat ainsi que de la majorité du clan Donald.
Une armée est envoyée contre Angus II, mais elle subit de sanglants revers et finalement seul son père John II MacDonald se trouve face à lui lorsqu'il le rejoint dans la péninsule d'Ardnamurchan. La « bataille de la Baie sanglante » se livre au large de la côte de l'Île de Mull juste au nord de Tovermory. John MacDonald est vaincu et Angus II se déclare chef du clan MacDonald et Seigneur des Îles. John se retire dans un de ses châteaux alors qu'Angus II assume le pouvoir sur les domaines pendant les années suivantes.
Il doit combattre contre John Suart comte d'Atholl qui enlève son épouse pour la rendre à son père Colin Campbell. Angus II MacDonald ravage ses domaines et capture le comte d'Atholl bien qu'il se soit réfugié dans l'église de Sainte-Bridget et il l'enferme à Islay.
En 1490 alors qu'il conduisait une armée contre Inverness Angus II MacDonald a la gorge tranchée dans son lit par un harpiste irlandais Diarmaid O'Carby ou O'Cairbre. Selon la tradition, Kenneth MacKenzies de Kintail lui aurait promis la main de sa fille comme récompense. Toutefois O'Carby ne reçut pas le salaire de son crime car il fut écartelé par quatre chevaux sauvages.

## Postérité
Angus II MacDonald avait épousé en 1476 ou avant Mary Campbell jeune fille de Colin Campbell 1er comte d'Argyll dont
- Donald Dubh MacDonald Seigneur des Îles prétendant en 1545

## Sources
- (en) Mike Ashley The Mammoth Book of British Kings & Queens Robinson (Londes 1998)  (ISBN 1841190969) « John II, Angus Og Donald Dubh (The Black) » p. 539-541 et table généalogique no 39 p.  537.
- (en) John L. Roberts « Downfall of Clan Donald », dans Lost Kingdoms, Celtic Scotland and the Middle Ages Edinburgh University Press (Edinburgh 1997)  (ISBN 0748609105) p. 198-216.
- (en) Richard Oram, « The Lordship of the Isles, 1336-1545 », dans Donald Omand édition The Argyll Book, (Edinburg, 2005), p.  123-39